# Три цвета (трилогия)
«Три цве́та» (фр. Trois Couleurs, пол. Trzy kolory) — кинотрилогия, снятая в 1993—1994 годах польским режиссёром Кшиштофом Кесьлёвским: «Три цвета: Синий», «Три цвета: Белый», «Три цвета: Красный».

## История
Все три сценария были написаны в соавторстве с Кшиштофом Песевичем, в разработке сюжетов участвовали Агнешка Холланд и Славомир Идзяк; музыку к фильмам написал Збигнев Прайснер. Трилогия стала первым успехом Кеслёвского на западе и одной из его наиболее известных работ со времен «Декалога». «Три цвета: Красный» стал последним фильмом в жизни Кеслёвского, он умер в марте 1996 года в возрасте 54 лет.
«Синий» и «Красный» сняты на французском языке, а «Белый» — на польском (часть диалогов на французском, английском, русском).

## Оценки
- Вся трилогия была высоко оценена зрителями и критиками. На портале Internet Movie Database «Синий» имеет рейтинг 8,0, «Белый» — 7,7, а «Красный» — 8,1.
- Роджер Эберт включил всю трилогию в свой список «величайших фильмов». Журнал Empire в 2010 году включил трилогию в свой список 33 лучших трилогий в истории кино под № 11 («Синий» получил 5 баллов из 5, а другие два фильма — по 4)[1].

## Темы

Флаг Франции.

Синий, белый и красный являются цветами флага Франции (слева направо), и история каждого фильма так или иначе основана на одном из девизов Французской республики: «свобода, равенство, братство». В интервью студенческой газете Оксфордского университета Кеслёвский заметил: «Слова [свобода, равенство, братство] французские, потому что деньги французские. Если бы деньги пришли из другой страны, мы, возможно, озаглавили бы фильмы иначе или они имели бы другие культурные коннотации. Но сами фильмы, вероятно, были бы такими же».

## В главных ролях
- «Три цвета: Синий»
  - Жюльет Бинош — Жюли
  - Бенуа Режан[англ.] — Оливье
  - Флоранс Пернель — Сандрин
- «Три цвета: Белый»
  - Збигнев Замаховский — Кароль
  - Жюли Дельпи — Доминика
  - Януш Гайос — Миколай
- «Три цвета: Красный»
  - Ирен Жакоб — Валентина
  - Жан-Луи Трентиньян — Жозеф
  - Жан-Пьер Лори[англ.] — Огюст